# Ördög (mitológiai lény)

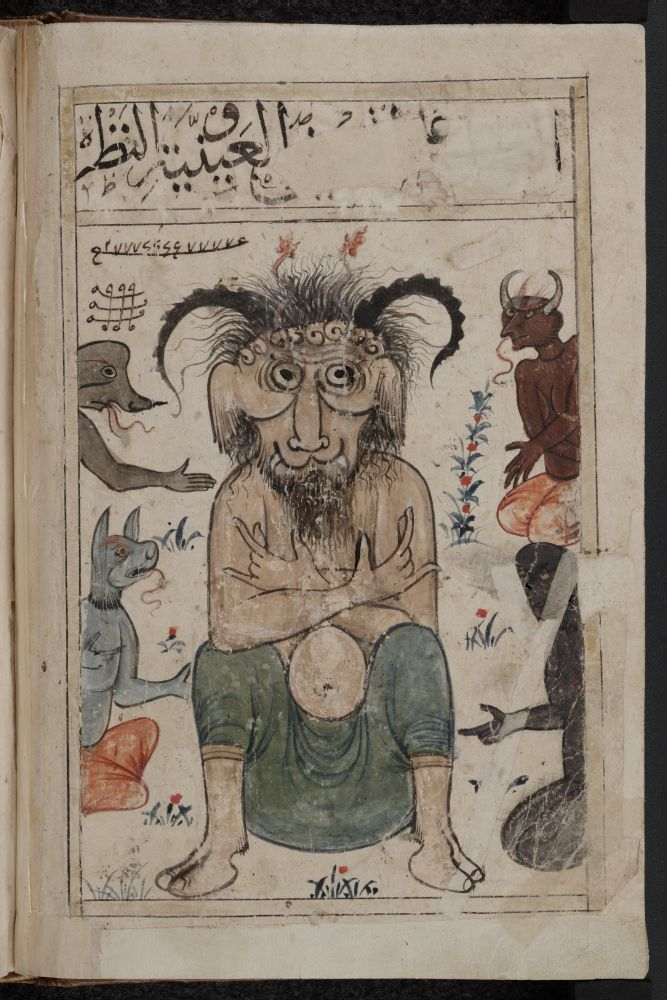
Az ördög ábrázolása, egy 14. századi arab kézirat illusztrációja a gonoszról

Az ördög alvilági lény a magyar és más kultúrák mitológiájában. Hapaxban fennmaradt ómagyar változata az ürdüng.
Hȧdlȧvá holtát terömtevé Istentűl, gye feledevé. Engedé ürdüng intetüinek, ës ëvék az tilvot gyimilcstűl. Ës az gyimilcsben hȧlálut evék. Ës az gyimilcsnek úl keseröü valá vizë, hugy turkokȧt migé szakasztja valá.
Etimológiailag lehetséges, hogy visszavezethető az altáji mitológiákban feltűnő halálistenekhez, Erlikhez (török) és Jerleghez (mongol). A középkorban a Sátánnal vagy más bukott angyalokkal azonosították, így nevének fennmaradása annak köszönhető, hogy a keresztény mitológiába beépíthető volt.
Legyetek józanok, vigyázzatok, mert ellenségetek, az Ördög, mint ordító oroszlán jár szerte, keresve kit nyeljen el!
Az ördögöt a különböző vallásokban a lehető leggonoszabb szellemlénynek tartják, természetfeletti gonosz erőnek, amely a „tisztátalan lelkeket” a rosszra csábítja. 
Tipikus megjelenési formája a kecskelábú, kecskeszarvú, patás ember; gyakran az emberek lelkét próbálja megszerezni alku vagy fogadás formájában. Az ábrázolás az eredeti altáji elképzelésekkel párhuzamos, ahol embertestű, disznófejű, fekete szemű, szemöldökű és bajuszú alak. A népmesék gyakori motívuma az ördög eszén túljáró egyszerű ember. Későbbi, modernebb megjelenésben, főleg misztikus filmekben gyakran ölt emberi alakot.

## A magyar mitológiában
A kereszténységben közismert képén túl a magyar népi hitvilágban az ördög a lidérc egyik változataként jelenik meg, amelyet ördögszeretőnek, vagy keleti nyelvterületen egyszerűen ördögnek is hívnak. Hasonló a incubus, succubus lényekhez, nőhöz férfi (ez a gyakoribb változat), férfihez nő alakot ölt. Lúd- vagy lólába után lehet felismerni. Sok verzióban repül, és repülés közben tüzet szór.

## Etimológia
A Magyar etimológiai nagyszótár szerint ismeretlen eredetű szó. Nem lehet biztosan tudni, hogy az ürdüng/ördöngös, vagy ördög forma létezett először.
Lehetséges, hogy az altáji Erlik és Erleg szóalakok rokonságban állnak vele, az l→d és k→g hangváltozásokkal. A török név jelentése: „üresség”, eredeti alakja Jerlik, ami a jer (hasonlítható a magyar nyelvben valószínűleg ótörök eredetű tér, űr szavakhoz) és lik (valamihez hasonló, -ság, -ség) tagokból áll, a Jerlik→Erlik változás az ótörökben megszokott je→e változások közé illeszkedik. A mongol mitológiába a törökből kerülhetett, mert a mongolban nincs értelme a szónak, és ott is megtalálható Jerleg alakban is. A Halotti beszédben olvasható ürdüng alak utalhat arra, hogy „űr, üres” értelemben került a magyarba is, vagy ugyanazon a hangváltozáson ment át, mint a jer→er→űr. A nazalitás a hapaxjellegből eredően többféleképpen értelmezhető, lehet egy kezdeti nazalizáció (mint az ómagyar burlog→barlang szóban), de lehet elírás vagy tájnyelvi változat is.